# Benthobatis moresbyi
Benthobatis moresbyi är en rockeart som beskrevs av Alcock 1898. Benthobatis moresbyi ingår i släktet Benthobatis och familjen Narcinidae. IUCN kategoriserar arten globalt som otillräckligt studerad. Inga underarter finns listade.

## Bildgalleri

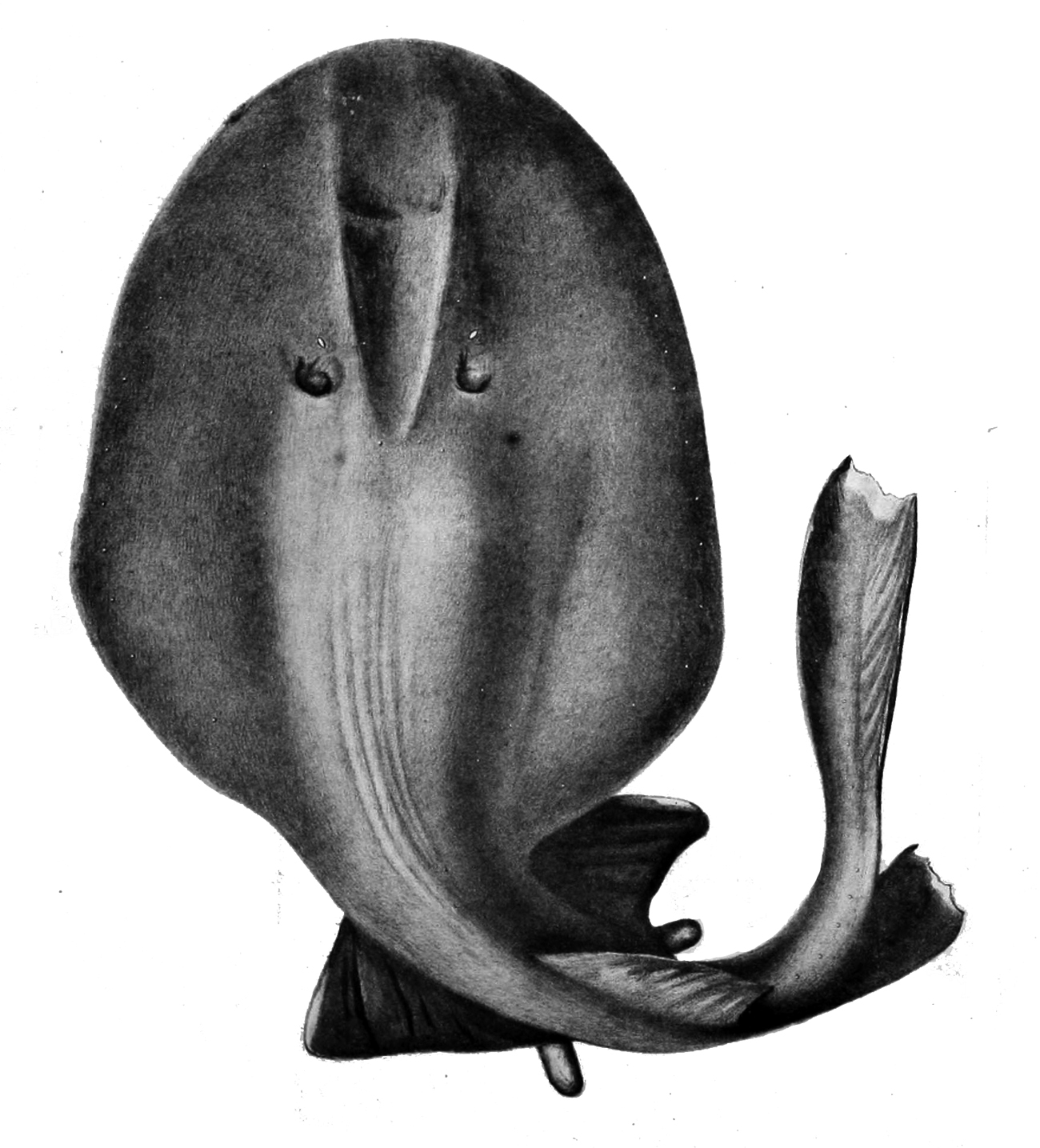